# Richard William Southern
Sir Richard William Southern (* 8. Februar 1912 in Newcastle-upon-Tyne; † 6. Februar 2001 in Oxford) war ein britischer Mittelalterhistoriker.

## Leben
Southern war der Sohn eines Holzimporteurs, ging in Newcastle zur Schule und studierte Geschichte am Balliol College der University of Oxford. Zu seinen Lehrern zählten Frederick Maurice Powicke, der dem damaligen an Verfassungsgeschichte orientierten, von William Stubbs begründeten Zugang der Modern History School in Oxford mit der Berücksichtigung zum Beispiel von Familie und Freundschaften biographische Bezüge hinzufügte, und Vivian Hunter Galbraith, einem energischen ehemaligen Archivar des Public Record Office, der ihn stark beeinflusste. 1931 gewann er den Alexander-Preis der Universität mit einem Essay über den Kleriker und Politiker Ranulf Flambard und erhielt ein fünfjähriges Junior Fellow Stipendium des Exeter College. 1933/34 war er bei Ferdinand Lot in Paris und 1935 in München. Ab 1937  war er als Nachfolger von Galbraith Fellow des Balliol College, was er bis 1961 blieb. Im Zweiten Weltkrieg war er Offizier, unter anderem Panzerkommandant und Hauptmann und ab 1943 im Intelligence Department des Außenministeriums als Major. 1945 war er wieder als Tutor und später University Lecturer am Balliol College in Oxford. Er war dort Kollege von Christopher Hill. 1948/49 war er Proctor der Universität Oxford. 1961 bis 1969 Chichele Professor of Modern History am All Souls College. 1969 gab er seinen Lehrstuhl auf und war bis 1981 Präsident des St. John’s College in Oxford.
Er befasste sich mit mittelalterlicher Geistesgeschichte, unter anderem mit Robert Grosseteste, Anselm von Canterbury und dem Islambild im europäischen Mittelalter (das Buch entstand aus Vorlesungen an der Harvard University und erschien 1962). Seine Biographie von Anselm und dessen Biographen Eadmer entstand aus seinen Birkbeck-Vorlesungen von 1959 (1990 legte er eine neue völlig überarbeitete Anselm-Biographie vor). Sein einflussreiches Buch The making of the middle ages von 1953 gilt als sein Hauptwerk (es wurde in 27 Sprachen übersetzt), das seinen Namen bekannt machte. Er schrieb es während einer Tuberkulose-Konvaleszenz. 1970 erschien sein Buch Western Society and the Church in the Middle Ages als Teil der Penguin Kirchengeschichte. Sein Spätwerk Scholastic Humanism and the Unification of Europe (1995, 1997) über die europäischen Universitäten im Mittelalter blieb unvollendet (der dritte Band erschien nie). Er trat auch gegen eine Überbewertung und Romantisierung der Schule von Chartres ein.
1987 erhielt er den Balzan-Preis, deren 100.000 Pfund Preisgeld er dem St. Hilda’s College in Oxford für ein Stipendium in Mittelaltergeschichte stiftete, das nach seinem Tutor Galbraith benannt wurde. 1974 wurde er als Knight Bachelor geadelt. Er war 1968 bis 1972 Präsident der Royal Historical Society. 1960 wurde er in die British Academy und 1972 in die American Academy of Arts and Sciences gewählt.
1944 heiratete er Sheila Crichton-Miller, die Witwe eines RAF-Piloten, die seine Sekretärin im Foreign Office gewesen war, und hatte mit ihr zwei Söhne.

## Schriften
- The Making of the Middle Ages, Yale University Press, 1953
  - Deutsche Ausgabe: Geistes- und Sozialgeschichte des Mittelalters: das Abendland im 11. und 12. Jahrhundert, Kohlhammer 1980
- Western Views of Islam in the Middle Ages, Harvard University Press, 1962
  - Deutsche Übersetzung: Das Islambild des Mittelalters. Kohlhammer, Stuttgart 1981
- Herausgeber und Übersetzer: The Life of St Anselm, Archbishop of Canterbury, by Eadmer, Nelson, 1962, 2. Auflage 1972
- St Anselm and His Biographer: A Study of Monastic Life and Thought 1059–c.1130, Cambridge University Press, 1963
- Western Society and the Church in the Middle Ages, Penguin, 1970
- Medieval Humanism and Other Studies, 1970
- Aspects of the European Tradition of Historical Writing, Transactions of the Royal Historical Society, 1970–1973 (Presidential Lectures)
- Robert Grosseteste: The Growth of an English Mind in Medieval Europe, Oxford: Clarendon Press, 1986, 2. Auflage 1992
- St. Anselm: A Portrait in a Landscape, Cambridge University Press, 1990
- Scholastic Humanism and the Unification of Europe, 2 Bände, Oxford: Blackwell, 1995, 1997, Reprint 2001
- History and Historians: Selected Papers of R. W. Southern, herausgegeben von Robert Bartlett, Blackwell Publishing, 2004